# Michel Wintsch
Michel Wintsch (* 4. April 1964 in Genf) ist ein Schweizer Pianist und Komponist.

## Leben und Wirken
Wintsch lernte ab dem siebten Lebensjahr Klavier. Nach der Ausbildung am musischen Gymnasium studierte er privat bei Jacques Demierre Komposition und begann für das Theater zu komponieren. Als Pianist gehörte er zu Formationen im Rockmusik- und Jazzlager, spielte aber auch Neue Musik. Für sein Album Autour de Bartók bearbeitete er sieben kleine Stücke von Béla Bartók für ein Sextett und übersetzte sie in einen „Trance-Groove“; daneben stellte er zehn eigene Werke.
Unter anderem spielte Wintsch mit Martin Schütz, Michel Doneda und Ray Anderson. Mit Gerry Hemingway und Bänz Oester bildete er ein langjähriges Trio, mit dem er auch in den USA gastierte. Weiterhin spielt er im Quintett von Gabriela Friedli und in einem Trio mit Béatrice Graf. Im Bereich der improvisierten Rockmusik arbeitete er mit Fred Frith, der Flötistin Franziska Baumann und dem Drummer Bernard Trontin im Projekt «Whisperings» zusammen. Mit der Sängerin Soraya Berent und dem Schlagzeuger Samuel Jakubec bildete er das Trio Wabjie, das im Juli 2025 auf dem Berner Label Unit Records das Album Polymetric Spells vorlegte, bei dem Elemente aus Indie-Songwriting, Vintage-Electronics, Improvisation und Prog-Pop fusioniert werden.
Als Komponist schreibt Wintsch seit 1989 auch Filmmusiken, insbesondere für Alain Tanner, aber auch für Marie-Luce Felber, Blaise Piguet, Claudio Tonetti, Carole Bonstein, Ursula Meier und Jean-Marc Pasquet. Seinen Kompositionsstil hat der Kritiker Carl Baugher als «dramatisch und äusserst dynamisch» gekennzeichnet: «Rhythmisch so interessant wie auch harmonisch und melodisch, ist Wintschs Musik facettenreich und ständig in Veränderung.»

## Diskographische Hinweise
- WAAMAT (quatre tableaux pour nonet) (Unit 1994, mit Espe, Ian Gordon Lennox, Hans Koch, Jean-Jacques Pedretti, François Volpé, Jean-Pierre Schaller, Andy Brugger)
- Autour de Bartók (Unit 1994, mit Nathalie Saudan, Pascal Shaer, Yves Massy, Jean-Pierre Schaller, Andy Brugger)
- Road Movie (Between the Lines, 1998)
- Wintsch/Hemingway/Oester: Open Songs (Altrisuoni 2002)
- Metapiano (Leo Records 2011)
- Michel Wintsch, Christian Weber, Christian Wolfarth: Willisau (Hatology 2014)
- Michel Wintsch – Benoît Piccand: Hypparchus (Wide Ear Records 2019)
- WHO Trio: Live at Jazz Festival Willisau 2023 (ezz-thetics 2024)
- Wabjie: Polymetric Spells (Unit 2025)

## Filmografie
- 1989: Die Frau aus Rose Hill
- 1998: Vom Gold und vom Vergessen
- 1998: Lissabonner Requiem
- 1999: Jonas und Lila
- 2006: La liste de Carla
- 2010: How About Love
- 2012: Zabana!